# No ha parado de llover
«No ha parado de llover» es una canción interpretada por la banda de rock en español mexicana Maná, pertenece a su cuarto álbum de estudio Cuando los ángeles lloran (1995), la canción fue escrita y producida por los miembros de la banda Fher Olvera y Álex González con la producción musical de José L. Quintana. lanzado como el segundo sencillo del álbum el 5 de junio de 1995 por la compañía discográfica WEA Latina. El 8 de julio de 1995 la canción debutó como N.º 30 en la Billboard Hot Latin Tracks, y el 29 de julio de ese mismo año, alcanzó su posición más alta como N.º 8, donde permaneció por 8 semanas.

## Posiciones
| Listas (1995)                               | Máxima posición |
| ------------------------------------------- | --------------- |
| U.S. Billboard Hot Latin Tracks             | 8               |
| U.S. Billboard Latin Pop Airplay            | 1               |
| U.S. Billboard Latin Tropical/Salsa Airplay | 10              |

## Sucesiones en las listas
| Predecesor: Gata sin luna de Ednita Nazario | U.S. Billboard Latin Pop Airplay — Sencillo N°. 1 29 de julio de 1995 - 11 de agosto de 1995 | Sucesor: Gata sin luna de Ednita Nazario |